# Стасова, Надежда Васильевна
Наде́жда Васи́льевна Ста́сова (12 (24) июня 1822, Царское Село — 27 сентября (9 октября) 1895, Санкт-Петербург) — русская общественная деятельница, в 1860—1895 годы одна из лидеров женского движения в России; организатор борьбы за высшее образование женщин, закончившейся открытием Владимирских курсов (Петербург, 1870—1875) и Бестужевских курсов (там же, 1878—1918). Создательница одних из первых в России детских яслей.
Дочь архитектора Василия Стасова и сестра Владимира и Дмитрия Стасовых, тётка революционерки Елены Стасовой.

## Биография и общественная деятельность
Родилась 12 (24) июня 1822 года. Её отец, знаменитый зодчий русского ампира, дал ей солидное домашнее образование, обращая серьёзное внимание на развитие эстетического вкуса. Однако, чувствуя недостаточность знания музыки, пения, рисунка, она до конца жизни продолжала совершенствоваться; прекрасно знала четыре иностранных языка.
В истории общественной жизни России Надежда Стасова появилась в конце 1850-х годов, примкнув к филантропическому кружку М. В. Трубниковой и А. П. Философовой. В 1859 г. они совместно с Надеждой Белозерской основали Общество дешёвых квартир, предоставлявшее жильё нуждающимся, в первую очередь женщинам с детьми. Общество отличалось от традиционных благотворительных организаций. Организаторы отказались от тотального контроля за жизнью подопечных — им было важно сохранить личное достоинство женщин. Общество дешёвых квартир стремилось к партнёрским отношениями с опекаемыми женщинами: кроме доступного жилья им предоставляли возможность работать в швейной мастерской, чтобы они могли сами себя обеспечивать. При обществе под руководством Стасовой были открыты школы для работниц и их детей, а также первый в России бесплатный детский сад. 
Вместе с рядом лиц, посвятивших себя служению так называемым «кающимся Магдалинам», Стасова стала усердно работать и в этом направлении. Она отдавала также своё время и силы воскресным школам, просуществовавшим тогда в Санкт-Петербурге всего два года. 
В 1863 г. Стасова вместе с Трубниковой, Философовой, Белозерской, Энгельгардт и  Черкесовой создала Женскую издательскую артель (или Артель переводчиц) — общество, главной целью которого было предоставление заработка интеллигентным женщинам. Стасова стала одной из распорядительниц Артели. Она отвечала за работу с типографиями, переплётными мастерскими, бумажными складами и книжными магазинами. Опыт организации воскресных школ показал активисткам нехватку детской литературы, она стала главной специализацией Артели. Также общество выпускало литературу, направленную на женщин-профессионалов (в частности, первый в стране справочник для медицинских сестёр). Создательницы надеялись в дальнейшем устроить женскую типографию и женские книжные магазины, но устав Артели не был утверждён, и обществу пришлось ограничиться переводом и изданием книг. Артель просуществовала до 1879 г. и выпустила такие книги, как «Сказки» Андерсена, «Маленькие женщины» Олкотт, «Мидльмарч» Джордж Элиот и др.
В 1867 году состоялся первый съезд русских естествоиспытателей, на котором вопрос женского образования был поднят Е. И. Конради. Стасова, вместе с другими выдающимися женщинами того времени, стала во главе начавшегося тогда движения в пользу высшего женского образования. Благодаря их энергии в 1870 году открылись в Петербурге совместные для мужчин и женщин публичные лекции, читавшиеся поначалу в помещении Пятой (Аларчинской) гимназии, а затем в здании Владимирского уездного училища, и получившие название «Владимирских курсов».
В 1878 году были открыты Высшие женские курсы, во главе которых стал профессор Бестужев-Рюмин, обязанности же «распорядительницы на курсах» (вместе с О. А. Мордвиновой) приняла на себя безвозмездно Стасова и, с небольшим перерывом, оставалась на этом посту до преобразования курсов в 1889 году. В одно время с открытием курсов был утверждён устав «Общества для доставления средств высшим женским курсам», в комитете которого Стасова состояла до самой смерти.
В 1893 году Стасова стала председательницей вновь учреждённого «Общества вспоможения окончившим курс наук на высших женских курсах», образовавшегося из кружка окончивших курс слушательниц, который собирался на квартире Стасовой.
В 1894 году по инициативе Стасовой было основано общество «Детская помощь», в ведение которого перешли «Ясли» имени Н. В. Стасовой, где она работала неустанно до конца жизни. Весь 1894 год Стасова трудилась над организацией «Женского взаимно-благотворительного общества», но внезапная смерть не позволила ей видеть открытие нового учреждения.
Умерла 27 сентября (9 октября) 1895 года в Петербурге; похоронена в Александро-Невской лавре на Тихвинском кладбище (Главная дорожка), рядом со старшей сестрой Софьей (в замужестве Кларк; 1820–1858).